# نادر طریقت
نادر طریقت (متولد ۱۳۴۰، تهران) روزنامه‌نگار و نویسنده ایرانی است.
وی از سال ۶۸ در زمینه نویسندگی و خبرنگاری در مطبوعات حضور داشته‌است. او عضو انجمن نویسندگان و منتقدان سینمای ایران، عضو انجمن مستندسازان سینمای ایران، عضو انجمن عکاسان مطبوعات ایران و عضو انجمن انیمیشن ایران (آسیفا) می‌باشد. وی از سال ۱۳۷۰ در سینما شروع به فعالیت کرد و در سال ۷۲ فیلم کوتاه خود را به نام «توپهای محله ما» را ساخت. از سال ۷۲ تاکنون همزمان با فعالیت مطبوعاتی مبادرت به ساخت فیلم به صورت (ویدئویی، ۱۶ م. م و ۳۵ م. م) در زمینه‌های مختلف (داستانی، انیمیشن، مستند، کودکان، جنگی، نماهنگ و…) نمود. همچنین در سال ۸۳ دفتر فیلمسازی خود به نام «مؤسسه فیلمسازی هفتمین هنر هستی» را راه اندازی نموده‌است. فیلم‌های ساخته شده توسط وی در جشنواره‌های داخلی و خارجی شرکت کرده و چندین جایزه دیپلم افتخار و تقدیرنامه دریافت نموده‌است.
فرزند کوچک وی حدیث طریقت فارغ التحصیل کارشناسی ارشد رشته فیلمسازی از دانشگاه سوره می باشد او نیز در فیلمسازی فعالیت می کند و در کارنامه کاری خود فیلم های کوتاه و مستند درخشانی ساخته است طریقت تاکنون او را در جایی نشان نداده است  ، فقط در اکران فیلم اینجا هم باران می بارد از حدیث طریقت تشکر و قدردانی کرده است.

## بازیگری
- آبادانی‌ها(۱۳۷۱)
- ضربه آخر (۱۳۷۲)
- دزدان مادربزرگ (۱۳۷۵)
- سوت دل (۱۳۹۳) با حضور افتخاری

## کارگردان
- توپ‌های محله ما (کودکان و نوجوانان به صورت ویدئویی) (۱۳۷۲)
- سلام (مذهبی)  (۱۳۷۳)
- قاعده بازی (پویانمایی) (۱۳۷۳)
- تحول (مستند داستانی) (۱۳۷۴)
- ره يافتگان تشنه لب (نماهنگ) (۱۳۷۵)
- نغمه غم (نماهنگ) (۱۳۷۵)
- سین مثل سیب (پویانمایی زنده، داستانی، به صورت ۳۵ م. م) (۱۳۷۶)
- يك روز، يك شب، يك محله (مستند، ويديويی) سال (۱۳۸۰)
- وحشی فرياد (مستند،ويديويی) سال(۱۳۸۰)
- یک روز یک شب یک محله مستند (۱۳۸۱)
- رنگ سفر (مستند،ويديويی) (۱۳۸۱)
- بعد از سياهی ( مستند،ويديويی) سال (۱۳۸۱)
- بوی پول (کمدی بلند،ویدئویی) (۱۳۸۱)
- غروب ( مستند، ويديويی) سال (۱۳۸۲)
- فرشته قانون (مستند، داستانی، ویدئویی) (۱۳۸۳)
- مستند درخشش (مستند. بلند) (۱۳۸۳)
- سالن‌های عشق (مستند بلند، ویدئویی) (۱۳۸۵)
- زنان دست فروش (مستند کوتاه،ویدیویی) (۱۳۸۵)
- می‌خوام بازیگر بشم (مستند، ویدئویی) (۱۳۸۶)
- مادرانه (داستانی، ویدئویی) (۱۳۸۷)
- درخشش (مستند بلند، ویدئویی) (۱۳۸۷)
- خاطره (فیلم ۱۳۸۷) (۱۳۸۷)[۱۲][۱۳][۱۴][۱۵]
- ح مثل حجاب (داستانی. ویدئویی) (۱۳۸۸)
- سینما و دیگر هیچ (۱۳۸۹)
- پروانه‌های آفاق (تله فیلم)  (۱۳۸۹)
- تلاش (مستند نیمه بلند، ویدئویی) (۱۳۹۲)
- سوت دل (فیلم) (۱۳۹۳)[۱۶]
- آن‌هایی که ما دوستشان داریم (مستند بلند. ویدئویی)(۱۳۹۴)
- سرای عشق (مستند. نیمه بلند. ویدئویی) (۱۳۹۵)
- ق مثل قطعه شهدا (نماهنگ. ویدئویی) (۱۳۹۵)
- همیشه بهشت (مستند. نیمه بلند) (۱۳۹۵)
- ح مثل حجاب (داستانی. ویدئویی) (۱۳۸۸)
- تلاش (مستند نیمه بلند، ویدئویی) (۱۳۹۲)
- ب مثل بهشت (مستند. نیمه بلند)(۱۳۹۵)
- اینجا هم باران می بارد (سینمایی)(۱۳۹۸)
- ابر مرد سینما (مستند سینمایی)(۱۴۰۲)

## گروه تهیه و تولید
- غزال (فیلم) (۱۳۷۴) گروه تولید
- پدر (فیلم ۱۳۷۴) با تشکر
- بوی پول (۱۳۸۱) تهیه کننده
- (واقعیت پوشالی) (تله فیلم) (۱۳۹۲)   سرمایه‌گذار
- سوت دل (۱۳۹۳) تهیه کننده
- دزد (ساخته امین طریقت) (کوتاه) (۱۳۹۵) تهیه کننده
- توبه (ساخته حدیث طریقت) (کوتاه) (۱۳۹۴) تهیه کننده
- ستاره (ساخته حدیث طریقت) (کوتاه) (۱۳۹۳) تهیه کننده
- تنهایی  (ساخته امین طریقت) (کوتاه) (۱۳۹۵) تهیه کننده
- خرافات (کوتاه) (۱۳۹۷) تهیه کننده
- رعد بی باران (کوتاه) (۱۳۹۸) تهیه کننده